# 초계 김씨
초계 김씨(草溪金氏)는 경상남도 합천군 초계면을 본관으로 하는 한국의 성씨이다.
시조 김수(金須)는 본래 광산 김씨  사람으로, 고려에서 영엄부사(靈嚴副使)를 지냈다.

## 참고 자료
- “초계김씨(草溪金氏)”. 뿌리를 찾아서.[깨진 링크(과거 내용 찾기)]